# 北部軍 (日本軍)
北部軍（ほくぶぐん、英語: Northern Army, Northern District Army）は、大日本帝国陸軍の軍の一つ。1943年に北方軍に改組され、1944年に第5方面軍の編成に伴い廃止された。
現在の陸上自衛隊北部方面隊及び東北方面隊に相当する。

## 概要
1935年（昭和10年）8月1日、内地を東部・中部・西部の三つの区域に分け、それぞれの区域に防衛司令部を新設、1940年（昭和15年）8月1日には防衛司令部を軍司令部に改称、同年12月2日新たに樺太・北海道・青森県・岩手県・秋田県・山形県を管轄する北部軍司令部を設け、軍司令部がそれぞれの区域内に在る軍隊を指揮・統率するものとした。1943年（昭和18年）2月、北部軍を改組し北方軍が編制され、北部軍隷下部隊と大本営直属の北海守備隊を編入した。1944年（昭和19年）3月、第5方面軍の編成により廃止された。

## 編制

### 昭和16年（1941年）の隷下部隊
北部軍司令部
- 第7師団
- 留守第57師団
- 樺太混成旅団
- 第67独立歩兵団
- 北千島要塞
- 宗谷要塞
- 津軽要塞[2]

### 最終時の隷下部隊
- 第5鉄道輸送司令部
- 宗谷要塞司令部
- 津軽要塞司令部
- 第7師団
- 第47師団
- 樺太混成旅団
- 第30警備司令部
- 北千島守備隊司令部
- 千島第1守備隊
- 千島第2守備隊
- 室蘭防衛司令部
- 第31警備司令部
- 第32警備司令部

### 歴代司令官

#### 北部軍司令官
- 浜本喜三郎 中将：1940年12月2日 -
- 樋口季一郎 中将：1942年8月1日 - 1943年2月11日

#### 北方軍司令官
- 樋口季一郎 中将：1943年2月11日 - 1944年3月10日

### 歴代参謀長

#### 北部軍参謀長
- 木村松治郎 少将：1940年12月2日 – 1943年2月11日

#### 北方軍参謀長
- 木村松治郎 少将：1943年2月11日 – 1944年3月10日

### 北方軍編成時
- 司令官 樋口季一郎 中将
- 参謀長 木村松治郎 少将
- 高級参謀 渡辺条一 大佐
- 高級副官 早川鉞二 中佐
- 兵器部長 小川権之助 少将
- 経理部長 矢代藤一 主計少将
- 軍医部長 梶井貞吉 軍医少将
- 獣医部長 松原茂平 獣医大佐
- 兵務部長 塘真策 少将
- 法務部長 塚本浩次 法務大佐